# Turnera occidentalis
Turnera occidentalis är en passionsblomsväxtart som beskrevs av Arbo och Shore. Turnera occidentalis ingår i släktet Turnera och familjen passionsblomsväxter. Inga underarter finns listade i Catalogue of Life.